# Miyawaki Kenta
Kenta Miyawaki (sinh ngày 4 tháng 1 năm 2001) là một cầu thủ bóng đá người Nhật Bản.

## Sự nghiệp câu lạc bộ
Kenta Miyawaki đã từng chơi cho Vegalta Sendai.